# 시모카와 하루키
시모카와 하루키(일본어: 下川 陽輝, 2003년 8월 20일~)는 일본의 축구 선수이다.

## 구단 경력
그는 J1리그의 세레소 오사카에 입단했다. 2020년 J3리그의 세레소 오사카 U-23에서 뛰었다.